# Michael Connelly
Michael Connelly (Filadelfia, 21 luglio 1956) è uno scrittore e giornalista statunitense, autore di thriller.
I suoi libri sono stati tradotti in 40 lingue diverse ed è stato presidente del Mystery Writers of America dal 2003 al 2004.
Il suo personaggio più iconico è il detective di Los Angeles Harry Bosch, protagonista di una lunga serie di romanzi polizieschi. Oltre alla saga di Bosch, ha scritto altri thriller di successo con protagonisti come l'avvocato Mickey Haller, Renée Ballard e Jack McEvoy.
Alcuni dei suoi libri sono diventati adattamenti cinematografici e televisivi di successo. 

## Biografia

### La gioventù e la carriera da giornalista
Nato a Filadelfia, all'età di 12 anni si trasferisce in Florida con la sua famiglia e, proprio nel periodo degli studi tecnici di Construction management all'Università della Florida, matura l'idea di diventare un autore thriller grazie all'appassionata lettura dei romanzi di Raymond Chandler. Passato a giornalismo con indirizzo scrittura creativa e laureatosi nel 1980, comincia a lavorare presso la redazione di alcuni giornali a Daytona Beach e Fort Lauderdale, dedicandosi principalmente alla cronaca nera. Nel 1986 produce un reportage insieme ad altri due giornalisti intervistando i sopravvissuti di un disastro aereo. Il loro lavoro viene candidato per il Premio Pulitzer. In seguito a questa esperienza, Connelly trova impiego come giornalista criminologo al Los Angeles Times.

### La carriera da scrittore
L'opera dello scrittore è stata molto influenzata dalla figura letteraria del detective Philip Marlowe: trasferitosi a Los Angeles, Connelly riesce a prendere in affitto l'appartamento in cui Raymond Chandler e successivamente Robert Altman avevano ambientato l'azione del detective tra gli anni '40 e '50. Dal 1992 Connelly si interessa sempre più di fatti di cronaca e, sfruttando la sua esperienza giornalistica, studia da vicino il lavoro della polizia e lo svilupparsi delle indagini che seguono i delitti. La maggior parte dei suoi libri riguarda le indagini di Harry Bosch, un detective del Dipartimento di Polizia di Los Angeles, il cui nome è lo stesso del famoso pittore olandese, da cui la madre del detective era affascinata. Anche a detta dello stesso Connelly, Bosch condivide con l'autore diversi tratti del proprio carattere. Nel succedersi dei numerosi romanzi il detective Bosch deve spesso combattere anche contro l'ostilità presente all'interno del suo stesso dipartimento: una volta andato in pensione, lavorerà su diversi casi come detective privato per poi tornare in dipartimento per risolvere i casi irrisolti.
Dal libro Debito di sangue è stato tratto l'omonimo film diretto da Clint Eastwood.

## Personaggi ricorrenti
- Harry Bosch - detective del dipartimento di polizia di Los Angeles, ritiratosi come investigatore privato per un paio di libri prima di tornare l'unità dei casi irrisolti del LAPD;
- Kizmin "Kiz" Rider - partner di Bosch nella divisione omicidi di Hollywood e successivamente nell'unità casi irrisolti;
- Jerry "Jed" Edgar - partner di Bosch nella divisione omicidi di Hollywood;
- Eleanor Wish - ex agente FBI ed ex moglie di Bosch;
- Francis "Frankie" Sheehan - partner di Bosch nella divisione rapine e omicidi;
- Terrell "Terry" McCaleb - ex agente FBI ed ex amico di Bosch;
- Rachel Walling - agente FBI;
- Mickey Haller - avvocato penalista e fratellastro di Bosch;
- Roy Lindell alias Luke Goshen - agente FBI - ex infiltrato, talvolta collabora con Bosch;
- Irvin S. Irving - vice capo del LAPD;
- John Chastain - detective del dipartimento affari interni del LAPD;
- Harvey "Ninety-Eight" Pounds - ex capo di Bosch della divisione omicidi di Hollywood;
- Grace Billets - tenente della divisione omicidi di Hollywood. Capo di Bosch prima che tornasse alla divisione rapine e omicidi;
- Janis Langwiser - avvocato penalista;
- Jack McEvoy - reporter di cronaca nera, fratello gemello di una delle vittime del Poeta;
- Cassidy "Cassie" Black - ex ladra comparsa in Vuoto di luna e La ragazza di polvere;
- Thelma Kibble - agente che ha concesso la libertà vigilata a Cassie Black, comparso in Vuoto di luna e La ragazza di polvere;
- Keisha Russel - giornalista del Times che passa volentieri informazioni a Harry Bosch in cambio di anteprime sulle indagini.
- Renée Ballard - detective del LAPD

## Opere
La data è riferita alla pubblicazione dei libri negli Stati Uniti; in Italia non è stato seguito l'ordine cronologico di uscita.

### Romanzi con Harry Bosch
1. La memoria del topo (The Black Echo, 1992), Piemme 2001 ISBN 978-88-384-5168-3
2. Ghiaccio nero (The Black Ice, 1993), Piemme 2002 ISBN 978-88-384-7381-4
3. La bionda di cemento (The Concrete Blonde, 1994), Piemme 2003 ISBN 978-88-384-8238-0
4. L'ombra del coyote (The Last Coyote, 1995), Piemme 2001 ISBN 978-88-384-7068-4
5. Musica dura (Trunk Music, 1997), Piemme 2000 ISBN 978-88-384-4927-7
6. Il ragno (Angels Flight, 1999), Piemme 1999 ISBN 978-88-384-4460-9
7. Il buio oltre la notte (A Darkness More Than Night, 2001) con Terry McCaleb e Jack McEvoy, Piemme 2002 ISBN 978-88-384-8753-8
8. La città delle ossa (City of Bones, 2002), Piemme 2003 ISBN 978-88-384-8356-1
9. Lame di luce (Lost Light, 2003), Piemme 2004 ISBN 978-88-384-7372-2
10. Il poeta è tornato (The Narrows, 2004) - con Rachel Walling e Terry McCaleb, Piemme 2006 ISBN 978-88-384-7373-9
11. La ragazza di polvere (The Closers, 2005), Piemme 2007 ISBN 978-88-384-7541-2
12. Il cerchio del lupo (Echo Park, 2006) - con Rachel Walling, Piemme 2009 ISBN 978-88-384-7543-6
13. La città buia (The Overlook, 2007) - con Rachel Walling[8]. Piemme 2009 ISBN 978-88-384-6877-3
14. Il respiro del drago (Nine Dragons, 2009) - con Mickey Haller, Piemme 2012 ISBN 978-88-384-6880-3
15. La caduta (The Drop, 2011), Piemme 2014 ISBN 978-88-566-2130-3
16. La scatola nera (The Black Box, 2012) - con una piccola apparizione di Rachel Walling, Piemme 2015 ISBN 978-88-566-4030-4
17. La strategia di Bosch (The Burning Room, 2014) - con una piccola apparizione di Rachel Walling, Piemme 2016 ISBN 978-88-566-5381-6
18. Il passaggio (The Crossing, 2015) - con Mickey Haller, Piemme 2017 ISBN 978-88-566-5643-5
19. Il lato oscuro dell'addio (The Wrong Side Of Goodbye, 2016) - con Mickey Haller, Piemme 2018 ISBN 978-88-566-6308-2
20. Doppia verità (Two Kinds of Truth, 2017) - con Mickey Haller, Piemme 2019 ISBN 978-88-566-6894-0
21. La notte più lunga (Dark Sacred Night, 2018) - con Renée Ballard, Piemme 2019 ISBN 978-88-566-7295-4
22. La fiamma nel buio (The Night Fire, 2019) - con Renée Ballard, Piemme 2020 - ISBN 978-88-566-7459-0
23. Le ore più buie (The Dark Hours, 2021) con Renée Ballard, Piemme 2022 - ISBN 978-88-566-8384-4
24. La stella del deserto (Desert Star, 2022) con Renée Ballard, Piemme 2022 - ISBN 978-88-566-8792-7
25. Il giorno dell'innocenza (Resurrection Walk, 2023) - con Mickey Haller, 2023 Piemme ISBN 978-8856687934
26. L'attesa (The Waiting, 2024) - con Renée Ballard, 2024 Piemme ISBN 9788856687941

### Romanzi con Mickey Haller
1. Avvocato di difesa (The Lincoln Lawyer, 2005), 2008 Piemme ISBN 978-88-384-7542-9
2. La lista (The Brass Verdict, 2008) - con Harry Bosch e Jack McEvoy, 2010 Piemme ISBN 978-88-384-6878-0
3. La svolta (The Reversal, 2010) - con Harry Bosch e una piccola apparizione di Rachel Walling, 2012 Piemme ISBN 978-88-566-2128-0
4. Il quinto testimone (The Fifth Witness, 2011) - con una piccola apparizione di Harry Bosch, 2014 Piemme ISBN 978-88-566-2129-7
5. Il dio della colpa (The Gods of Guilt, 2013) - con una piccola apparizione di Harry Bosch, 2015 Piemme ISBN 978-88-566-4031-1
6. La legge dell'innocenza (The Law of  Innocence, 2020) - con Harry Bosch, 2021 Piemme ISBN 978-88-566-8054-6
7. Il giorno dell'innocenza (Resurrection Walk, 2023) - con Harry Bosch, 2023 Piemme ISBN 978-8856687934

### Romanzi con Renée Ballard
1. L'ultimo giro della notte (The Late Show, 2017), Piemme 2018 ISBN 978-88-566-6437-9
2. La notte più lunga (Dark Sacred Night, 2018) - con Harry Bosch, Piemme 2019 ISBN 978-88-566-7295-4
3. La fiamma nel buio (The Night Fire, 2019) - con Harry Bosch, Piemme 2020 ISBN 978-88-566-7459-0
4. Le ore più buie (The Dark Hours, 2021) - con Harry Bosch, Piemme 2022 - ISBN 978-88-566-8384-4
5. La stella del deserto (Desert Star, 2022) - con Harry Bosch, Piemme 2022 - ISBN 978-88-566-8792-7
6. L'attesa (The Waiting, 2024) - con Harry Bosch, 2024 Piemme ISBN 9788856687941

### Romanzi con Jack McEvoy
1. Il poeta (The Poet, 1996) - con Rachel Walling, 1999 Piemme ISBN 88-384-8252-7
2. L'uomo di paglia (The Scarecrow, 2009) - con Rachel Walling, 2011 Piemme ISBN 978-88-384-6879-7
3. La morte è il mio mestiere (Fair Warning, 2020) - con Rachel Walling, 2020 Piemme ISBN 978-88-566-7773-7

### Altri romanzi
- Debito di sangue (Blood Work) - con Terry McCaleb, 1998 Piemme ISBN 88-384-8259-4
- Vuoto di Luna (Void Moon), 2000 Piemme ISBN 88-384-8319-1
- Utente sconosciuto (Chasing the Dime), 2002 Piemme ISBN 88-384-7371-4

### Altri libri
- Cronaca Nera (Crime Beat: A Decade Of Covering Cops And Killers), 2006 Piemme ISBN 88-384-1087-9

### Racconti
- 2011 – Turno di notte (Suicide Run), contenente 3 racconti: Cielo Azul, Il bluff (One Dollar Jackpot) e Turno di notte (Suicide Run) protagonista Harry Bosch. Solo EBOOK
- 2011 – Cold Case (Angle of Investigation), contenente 3 racconti: Sax (Christmas Even), La festa del papà (Father's Day) e Cold Case (Angle of Investigation) protagonista Harry Bosch. Solo EBOOK
- 2012 – L'incognita (Mulholland Dive), contenente 3 racconti: Il baro (Cahoots), Fuoricampo (Two-Bagger) e L'incognita (Mulholland Dive)
- 2012 – The Safe Man
- 2014 – Switchblade
- 2014 – FaceOff, antologia di undici racconti
- 2014 – Red Eye
- 2018 – La seconda vittima (Switchblade: A Harry Bosch Short Story)
- 2022 - Avalon (Rosso Sangue)

### Libri curati da Michael Connelly
- Gli occhi della paura (The Best American Mystery Stories 2003), 2003 Piemme ISBN 88-384-5452-3
- Murder in Vegas (2005, ancora inedito in Italia)
- Blue Religion. Storie di poliziotti, criminali, indagini (The Blue Religion) 2008 Piemme ISBN 978-88-566-0140-4
- Nel cuore del buio. Omaggio a Edgar Allan Poe (In The Shadow Of The Master: Classic Tales by Edgar Allan Poe), 2009 Piemme ISBN 88-566-0279-2

## Premi e riconoscimenti
- Nel 1993 vince il premio Edgar Allan Poe Award per il miglior primo romanzo con La memoria del topo (The black echo)[9] e nel 1995 gli è assegnato l'Audie Award per l'audiolibro dello stesso romanzo[10].
- Nel 1996 vince il Premio Dilys con L'ombra del coyote (The Last Coyote)[11].
- Nel 1997 vince il Premio Dilys[11], l'Anthony Award[12] e il Premio Nero Wolfe[13] con il romanzo Il poeta (The Poet).
- Nel 1998 vince il Premio Barry per il miglior romanzo con Musica dura (Trunk Music)[14].
- Nel 1999 vince il Premio Macavity[15], l'Anthony Award[12] e il Grand prix de littérature policière (categoria miglior romanzo straniero)[16] con il romanzo Debito di sangue (Blood Work).
- Nel 2000 vince il Premio Bancarella con il romanzo Il ragno (Angel Flight) [17].
- Nel 2003 vince l'Anthony Award[12] e il Premio Barry per il miglior romanzo[14] con La città delle ossa (City of Bones).
- Nel 2006 vince il Premio Macavity[15] e il Premio Shamus per il miglior romanzo[18] con Avvocato di difesa (The Lincoln Lawyer).
- Nel 2006 vince il Los Angeles Times Book Prize for Mystery/Thriller[19] con il romanzo Il cerchio del lupo (Echo Park)
- Nel 2009 vince l'Anthony Award[12] con il romanzo La lista (The Brass Verdict).
- Nel 2010 vince il Premio Raymond Chandler, alla carriera assegnato dal Noir in Festival[20].
- Nel 2012 vince il Premio RBA de Novela Negra con il romanzo La scatola nera (The Black Box)[21].
- nel 2018 riceve il Cartier Diamond Dagger alla carriera[22].

## Filmografia
- 2000: Level 9 (serie televisiva di cui Connelly ha scritto alcuni episodi)
- 2002: Debito di sangue (Blood Work), di Clint Eastwood
- 2010: The Lincoln Lawyer di Brad Furman
- 2010-2015: Castle - serie televisiva, episodi 2x01, 2x24, 3x21, 7x23
- 2014-2021: Bosch - serie televisiva prodotta dagli Amazon Studios basata sui romanzi di Connelly che hanno come protagonista Harry Bosch
- 2021- 2025: Bosch: l'eredità serie televisiva spin-off di Bosch prodotta dagli Amazon Studios basata sui romanzi di Connelly con protagonista Harry Bosch e la figlia
- 2022- : Avvocato di difesa - The Lincoln Lawyer: serie televisiva Netflix con protagonista Mickey Haller